# Vijfheerenlands
Het Vijfheerenlands is het dialect dat men spreekt in de Vijfheerenlanden. Het dialect hoort tot het Utrechts-Alblasserwaards, dat op zijn beurt meestal weer tot het Hollands gerekend wordt, en vertoont zeer veel overeenkomst met onder meer het Stad-Utrechts, het Lopikerwaards en het Alblasserwaards. Ook ondergingen de dialecten duidelijke Brabantse invloed.
Net als de Utrechtse dialecten verdonkert de aa tot een geronde open achtermedeklinker, oa of ao gespeld. Ook bij de andere typisch Utrechtse klinkerverschijnselen, de verwijding en verlenging van a tot aa en het frequent voorkomen van de scherplange êê en ôô, doet het Vijheerenlands mee. Door zijn ligging tegenover Brabants taal- en grondgebied slopen de realisaties aai voor <ei>/<ij> en oi voor <ui> dit dialect binnen. Ten slotte valt het behoud van de ee in een woord als wèèrd "waard" op: in de meeste Hollandse dialecten is de combinatie èèr consequent door aar vervangen.
Gorinchem heeft een redelijk van het omringende platteland afwijkend dialect. Omdat Gorinchem sinds lang de enige echte stad in het gebied is - veel meer plaatsen in de Vijfheerenlanden hebben stadsrechten, maar die ontwikkelden zich nooit tot echte steden - vertoont het Gorinchems eigenaardigheden die typerend zijn voor een stadsdialect. Zo spreekt men hier de r gutturaal uit.